# Perusia

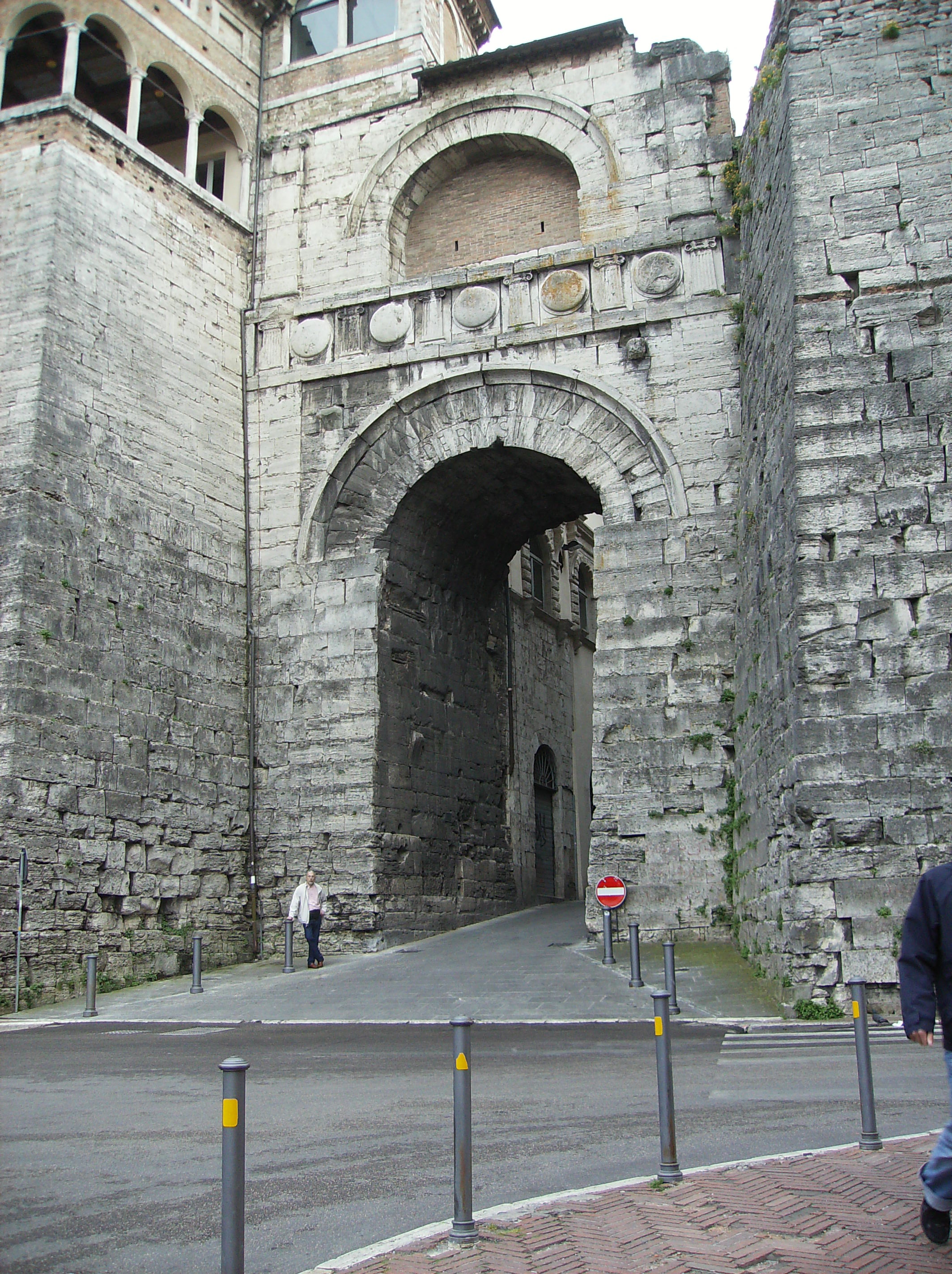
Perugia-arco etrusco.

La ciudad que en la actualidad se conoce como Perugia, aparece en la historia con el nombre de Perusia como una de las doce ciudades confederadas de Etruria. Se la menciona por primera vez en una narración de la guerra entre los etruscos y los romanos del 310 y 309 a. C. Sin embargo, tomó parte de una rebelión en el año 295, fue atacada y obligada, junto a Vulsinii y Arretium (Arezzo) a pedir la paz en el siguiente año.
Entre los años 216 y 205 a. C., asistió a Roma durante la invasión de Italia de Aníbal en el marco de la segunda guerra púnica, y no se la vuelve a mencionar hasta los años 40 y 41 a. C., cuando Lucio Antonio usa la ciudad como refugio, y es tomada una vez más por fuerzas de Octaviano tras un largo asedio conocido como la Guerra de Perusia 

Se han encontrado varias balas de plomo tanto dentro como en los alrededores de la ciudad.Esta fue arrasada en su casi totalidad, exceptuando los templos de Vulcano y Juno, aunque también, como es de esperar, las grandes terrazas de contención etruscas no sufrieron muchos daños. La ciudad, con un territorio de una milla a la redonda, habría permitido su ocupación. Perusia habría sido reconstruida casi inmediatamente tras este suceso, como dicta la inscripción Augusta sacr(um) "Perusia restituta", pero no se convirtió en colonia hasta el año 251 o el 253.
1. ↑   Una o varias de las anteriores afirmaciones incorpora texto de una publicación sin restricciones conocidas de derecho de autor:  Varios autores (1910-1911). «Perugia».  En Chisholm, Hugh, ed. Encyclopædia Britannica. A Dictionary of Arts, Sciences, Literature, and General information (en inglés) (11.ª edición). Encyclopædia Britannica, Inc.; actualmente en dominio público.
2. ↑   Una o varias de las anteriores afirmaciones incorpora texto de una publicación sin restricciones conocidas de derecho de autor:  Varios autores (1910-1911). «Perugia».  En Chisholm, Hugh, ed. Encyclopædia Britannica. A Dictionary of Arts, Sciences, Literature, and General information (en inglés) (11.ª edición). Encyclopædia Britannica, Inc.; actualmente en dominio público.
3. ↑  CIL xi.1212
4. ↑  Lawrence Keppie (4 de enero de 2002). The Making of the Roman Army: From Republic to Empire. Routledge. pp. 108-. ISBN 978-1-134-74603-3.
5. ↑   Una o varias de las anteriores afirmaciones incorpora texto de una publicación sin restricciones conocidas de derecho de autor:  Varios autores (1910-1911). «Perugia».  En Chisholm, Hugh, ed. Encyclopædia Britannica. A Dictionary of Arts, Sciences, Literature, and General information (en inglés) (11.ª edición). Encyclopædia Britannica, Inc.; actualmente en dominio público.
6. ↑  Augusta Perusia: Rivista di topografia, arte e costume dell'Umbria. 1908.

- Datos: Q1130478